# Jean Lacroix
Jean Lacroix (ur. 2 grudnia 1884 w Paryżu, zm. 9 listopada 1971 tamże) – francuski szermierz i działacz sportowy, trzykrotny medalista mistrzostw świata.
Na igrzyskach olimpijskich w Amsterdamie w 1928 roku był dziesiąty w szabli indywidualnej. W rundzie finałowej przegrał dziewięć z jedenastu pojedynków. W turnieju drużynowym Francuzi zajęli piąte miejsce. Były to jego jedyne starty olimpijskie.
Podczas mistrzostw świata w Liège w 1930 roku (oficjalnie zawody tego cyklu rozgrywane są pod tą nazwą dopiero od 1937) Francuzi w składzie: André Baur, Philippe Cattiau, André Labatut, Jean Lacroix, André Rossignol i Bernard Schmetz wywalczyli brązowy medal w szpadzie drużynowej. 
Walczył podczas I wojny światowej, w stopniu kaprala. Dwukrotnie odznaczony Legią Honorową (kawaler – 1949, oficer – 1959). Po wojnie był sędzią międzynarodowym i członkiem Francuskiej Federacji Szermierki.